# DTU-Jugendcup
Der DTU-Jugendcup ist eine von der Deutschen Triathlon Union (DTU) auf nationaler Ebene veranstaltete Nachwuchsserie im Triathlon für die Altersklassen Jugend B (14/15 Jahre), Jugend A (16/17 Jahre) und Junioren (18/19 Jahre).

## Reglement

### Teilnahmeberechtigung
Teilnahmeberechtigt sind Athleten der 16 DTU-Landesverbände, über die auch die Anmeldung erfolgt, sowie bei einzelnen Rennen auch ausländische Athleten. Diese werden jedoch nicht für die Gesamtwertung berücksichtigt, sondern nur für die Einzelwertungen. Bei den Deutschen Meisterschaften sind nur deutsche Athleten startberechtigt.

### Streckenlängen
Üblicherweise werden die Rennen für die Jugend B über die Supersprint-Distanz (400 m Schwimmen, 10 km Rad, 2,5 km Laufen) sowie für die übrigen beiden Altersklassen über die Sprintdistanz (750 m Schwimmen, 20 km Rad, 5 km Laufen) ausgetragen.
Teilweise gibt es an einzelnen Orten davon abweichende Formate wie den in Jena bereits mehrfach abgehaltenen „Doppeltriathlon“, bei dem zwei Triathlons halber Streckenlänge unmittelbar nacheinander stattfinden.
Bei den Mädchen findet der Wettbewerb der Jugend A und Juniorinnen in einem gemeinsamen Rennen mit getrennter Wertung statt; die übrigen Rennen werden jeweils separat durchgeführt.

### Gesamtwertung
Die Gesamtwertung wird aus den für die Platzierungen bei den einzelnen Rennen vergebenen Punkten berechnet. Gewertet werden dafür nur eine bestimmte Anzahl der Rennen (aktuell 2 aus 3).

### Qualifikation für andere Wettbewerbe
Einzelne Rennen der Junioren dienen als Qualifikation für die Juniorenwettbewerbe bei Welt- und Europameisterschaften.

## Veranstaltungsorte
In der Saison 2024 werden – wie in den Jahren 2006 bis 2014 – wieder vier Rennen pro Saison ausgetragen; in der Auftaktsaison 2005 sowie zwischen 2015 und 2023 gab es jeweils drei Rennen. Ein Saisonrennen davon (fett gedruckt) zählt jeweils als Deutsche Meisterschaft.
| Jahr | 1. Rennen                                   | 2. Rennen                                   | 3. Rennen                                                                   | 4. Rennen                                                                   |
| ---- | ------------------------------------------- | ------------------------------------------- | --------------------------------------------------------------------------- | --------------------------------------------------------------------------- |
| 2005 | Potsdam (18. Juni)                          | Krefeld (13. August)                        | Gießen (21. August)                                                         |                                                                             |
| 2006 | Gladbeck (21. Mai)                          | Halle (Saale) (3. Juni)                     | Kiel (13. August)                                                           | Hamburg (10. September)                                                     |
| 2007 | Gladbeck (20. Mai)                          | Halle (Saale) (16. Juni)                    | München (14./15. Juli)                                                      | Xanten (8./9. September)                                                    |
| 2008 | Halle (Saale) (25. Mai)                     | Fritzlar (22. Juni)                         | Hamburg (6. Juli)                                                           | Schluchsee (20. Juli)                                                       |
| 2009 | Halle (Saale) (25. Mai)                     | Flensburg (13. Juni)                        | Braunschweig (18. Juli)                                                     | Merzig (2. August)                                                          |
| 2010 | Halle (Saale) (22. Mai)                     | München (5. Juni)                           | Braunschweig (17. Juli)                                                     | Merzig (31. Juli)                                                           |
| 2011 | Halle (Saale) (21. Mai)                     | Kraichgau (4. Juni)                         | Düsseldorf (3. Juli)                                                        | Braunschweig (31. Juli)                                                     |
| 2012 | Halle (Saale) (19./20. Mai)                 | Kraichgau (9. Juni)                         | Düsseldorf (8. Juli)                                                        | Grimma (15. Juli)                                                           |
| 2013 | Halle (Saale) (18. Mai)                     | Kraichgau (8. Juni)                         | Düsseldorf (30. Juni)                                                       | Schluchsee (21. Juli)                                                       |
| 2014 | Forst (18. Mai)                             | München (30. Mai – 1. Juni)                 | Düsseldorf (6. Juli)                                                        | Grimma (19./20. Juli)                                                       |
| 2015 | Forst (17. Mai)                             | Kraichgau (6. Juni)                         | Verl (19. Juli)                                                             |                                                                             |
| 2016 | Forst (8. Mai)                              | Bocholt (12. Juni)                          | Nürnberg (23. Juli)                                                         |                                                                             |
| 2017 | Forst (14. Mai)                             | Jena (18. Juni)                             | Merzig (29./30. Juli)                                                       |                                                                             |
| 2018 | Forst (13. Mai)                             | Grimma (30. Juni/1. Juli)                   | Goch (26. August)                                                           |                                                                             |
| 2019 | Jena (16. Juni)                             | Grimma (29./30. Juni)                       | Goch (25. August)                                                           |                                                                             |
| 2020 | keine Saison aufgrund der COVID-19-Pandemie | keine Saison aufgrund der COVID-19-Pandemie | keine Saison aufgrund der COVID-19-Pandemie                                 | keine Saison aufgrund der COVID-19-Pandemie                                 |
| 2021 | Darmstadt (11. Juli)                        | Schongau (18. Juli, abgebrochen)            | Jena (5. September)                                                         |                                                                             |
| 2022 | Forst (22. Mai)                             | Lübeck (19. Juni)                           | Jena (3. Juli)                                                              |                                                                             |
| 2023 | Forst (14. Mai)                             | Jena (11. Juni)                             | Goch (13. August)                                                           |                                                                             |
| 2024 | Halle (Saale) (20./21. April)               | Forst (12. Mai)                             | Rothsee (22. Juni)                                                          | Jena (10./11. August)                                                       |
| 2025 | Halle (Saale) (29./30. März)                | Forst (11. Mai)                             | Rothsee (21. Juni, für Junioren/Jugend A) Dresden (2. August, für Jugend B) | Rothsee (21. Juni, für Junioren/Jugend A) Dresden (2. August, für Jugend B) |